# ニック・ユースト
ニック・ユースト（Nick Jooste、1997年7月7日 - ）は、オーストラリア出身のラグビーユニオン選手。ジャパンラグビーリーグワンのレッドハリケーンズ大阪に所属している。

## 略歴
オーストラリアのパース出身。 
2015年、高校在学中にスーパーラグビー契約を獲得した6人目のオーストラリア人選手となった。しかし契約したブランビーズと、その後移ったクイーンズランド・レッズでは、スーパーラグビー出場機会は無かった。 
スーパーラグビー以外のチームでは、2015年からパース・スピリット、キャンベラ・ヴァイキングズ、再びパース・スピリットを経る。 
2016年・2017年に、U20オーストラリア代表としてワールドラグビーU20チャンピオンシップに出場。 
2018年、釜石シーウェイブス(現・日本製鉄釜石シーウェイブス)に加入。同年9月9日に行われたトップチャレンジリーグ1stステージ第1節三菱重工相模原ダイナボアーズ戦に先発出場で日本での公式戦初出場を果たした。 
2019年にスーパーラグビーのウェスタン・フォースに加入し、その後メルボルン・レベルズに入団した。 
2024年、トップイーストリーグの東京ガスラグビー部に加入。2025年にはアメリカ合衆国のサンディエゴ・リージョンに加入した。 
2025年8月、ジャパンラグビーリーグワンのレッドハリケーンズ大阪に加入。 